# Brachythecium complanatum
Brachythecium complanatum är en bladmossart som beskrevs av Brotherus 1929. Brachythecium complanatum ingår i släktet gräsmossor, och familjen Brachytheciaceae. Inga underarter finns listade i Catalogue of Life.